# Episodi di Future Card Buddyfight X
Future Card Buddyfight X è stato trasmesso originalmente in Giappone dal 1º aprile 2017 al 30 marzo 2018 su TV Aichi e TV Tokyo per un totale di 52 episodi.
Sigle di apertura
- Brave Soul Fight! cantata da Sora Tokui e Shūta Morishima (ep. 1-29)
- Buddyfighter x Buddyfighter cantata da Jun Shirota (ep. 30-52)

Sigle di chiusura
- Mukai Kaze ni Fight! (Fight Against the Wind) cantata da Ayana Kinoshita (ep. 1-29)
- B.O.F cantata dalle Poppin'Party (ep. 30-52)

## Lista episodi
| Nº       | Giapponese 「Kanji」 - Rōmaji                                                                                        | In onda           | In onda |
| Nº       | Giapponese 「Kanji」 - Rōmaji                                                                                        | Giapponese        |         |
| 1 (166)  | 「最強の魔王竜！その名はバッツ!!」 - Saikyō no maō ryū! Sono na ha Battsu!!                                          | 1º aprile 2017    |         |
| 2 (167)  | 「バッツ地球へ！超東驚大パニック!!」 - Battsu chikū e! Chō-Tōkyō dai panikku!!                                       | 8 aprile 2017     |         |
| 3 (168)  | 「ノーダメージファイター！大宇宙カナタ！！」 - Nō-damēji faitā! Ozora Kanata!!                                       | 15 aprile 2017    |         |
| 4 (169)  | 「ワールドバディマスターズ開幕!!」 - Wārudo Badi Masutāzu kaimaku!!                                                  | 22 aprile 2017    |         |
| 5 (170)  | 「トラになれ！ノボル、最後のファイト!!」 - Tora ni nare! Noboru, saigo no faito!!                                    | 29 aprile 2017    |         |
| 6 (171)  | 「最強戦艦サツキ発進！攻撃目標はバッツ!!」 - Saikyō senkan Satsuki hasshin! Kōgeki mokuhyō ha Battsu!!               | 5 maggio 2017     |         |
| 7 (172)  | 「ガイトか！？海道か！？迫る死の宣告！！」 - Gaito ka!? Kaidō ka!? Semaru shinosenkoku!!                             | 12 maggio 2017    |         |
| 8 (173)  | 「恐怖の奇襲！バッツ絶体絶命！！」 - Kyōfu no kishū! Battsu zettai zetsumei!!                                        | 19 maggio 2017    |         |
| 9 (174)  | 「ガイトVSカナタ！運命の必殺シュート！！」 - Gaito VS Kanata! Unmei no hissatsu shūto!!                              | 26 maggio 2017    |         |
| 10 (175) | 「決勝戦！ワールドナンバー1は誰だ！！」 - Kesshōsen! Wārudo nanbā 1 wa dareda!                                       | 2 giugno 2017     |         |
| 11 (176) | 「死闘決着！ミラージュカード降臨！！」 - Shitō ketchaku! Mirāju kādo kōrin!!                                         | 9 giugno 2017     |         |
| 12 (177) | 「Cの支配者！ギアゴッドVII！！」 - C no shihai-sha! Giagoddo VII!!                                                   | 16 giugno 2017    |         |
| 13 (178) | 「ウィズダムの恐るべき陰謀！怒れバッツ！！」 - Wizudamu no osorubeki inbō! Okore Battsu!!                            | 23 giugno 2017    |         |
| 14 (179) | 「激闘の果てに… 牙王死す！！」 - Gekitō no hate ni… Gaō shisu!!                                                      | 30 giugno 2017    |         |
| 15 (180) | 「トイレの恐怖！相棒学園はオバケだらけ！？」 - Toire no kyōfu! Aibō gakuen wa obake-darake!?                         | 7 luglio 2017     |         |
| 16 (181) | 「牙王 in（イン）タスク！ 二人で一人の×天バスター！！」 - Gaō in (in) Tasuku! Futari de hitori no X Ten Basutā!!     | 14 luglio 2017    |         |
| 17 (182) | 「タイムリミット！牙王が消滅する日！！」 - Taimu rimitto! Gaō ga shōmetsu suru hi!!                                  | 21 luglio 2017    |         |
| 18 (183) | 「天国？地獄？ぶんぶく師匠とデカたぬき！！」 - Tengoku? Jigoku? Bunbuku shishō to deka Tanuki!!                      | 28 luglio 2017    |         |
| 19 (184) | 「合宿スタート！復活の×天バスター！！」 - Gasshuku sutāto! Fukkatsu no X Ten Basutā!!                                | 4 agosto 2017     |         |
| 20 (185) | 「死神VS死の宣告！運命の第三ターン！！」 - Shinigami VS Gaito! Unmei no dai san tān!!                                | 11 agosto 2017    |         |
| 21 (186) | 「タッグマッチ！すれ違うカナタとアトラ！！」 - Taggu matchi! Surechigau Kanata to Atora!!                            | 18 agosto 2017    |         |
| 22 (187) | 「牙王とバッツ！星空の誓い！！」 - Gaō to Battsu! Hoshizora no chikai!!                                              | 25 agosto 2017    |         |
| 23 (188) | 「バッツ逆天！雷帝フォーメーション完成！！」 - Battsu gekiten! Kaminari tei fōmēshon kansei!!                        | 1º settembre 2017 |         |
| 24 (189) | 「逆天殺！闘技のブルータル！！」 - Gyaku tensatsu! Tōgi no burūtaru!!                                                | 8 settembre 2017  |         |
| 25 (190) | 「誕生！逆天の黒死竜！！」 - Tanjō! Gyaku ten no Kuro Shiryō!!                                                       | 15 settembre 2017 |         |
| 26 (191) | 「師匠VSウィズダム！衝撃のギアゴッドVIII！！」 - Shishō VS Wizudamu! Shōgeki no Giagoddo VIII!!                      | 22 settembre 2017 |         |
| 27 (192) | 「集結！雷帝軍！！」 - Shūketsu! Raitei Army!!                                                                       | 29 settembre 2017 |         |
| 28 (193) | 「逆天VS逆天殺 放て！×天アルティメットバスター！！」 - Gyaku ten VS Gyaku Tensatsu Hanate! X-Ten Arutimetto Basutā!! | 6 ottobre 2017    |         |
| 29 (194) | 「パパパンダ来襲！さらば、ちびパンダ！！」 - Papa Panda raishū! Saraba, Chibi Panda!!                                | 13 ottobre 2017   |         |
| 30 (195) | 「無限斬撃！降魔王剣レヴァンティン！！」 - Mugen zangeki! Gōma-ō ken Revuantin!!                                     | 20 ottobre 2017   |         |
| 31 (196) | 「パーフェクトスルーファイター！気毒スルー！！」 - Pāfekuto surū faitā! Kidoku Surū!!                                | 27 ottobre 2017   |         |
| 32 (197) | 「迫る魔剣！ケイセツの逆天殺！！」 - Semaru maken! Keisetsu no gyaku tensatsu!!                                      | 4 novembre 2017   |         |
| 33 (198) | 「逆天の力！天晶竜アルドアトラ！！」 - Gyaku ten no chikara! Tenshō Ryū Arudo Atora!!                                | 11 novembre 2017  |         |
| 34 (199) | 「ガイトVS人工知能！爆裂のミニギアゴッド！！」 - Gaito VS Jinkō Chinō! Bakuretsu no Mini Giagoddo!!                  | 18 novembre 2017  |         |
| 35 (200) | 「ケイセツに届け！カナタの新必殺シュート！！」 - Keisetsu ni todoke! Kanata no shin hissatsu shūto!!                 | 25 novembre 2017  |         |
| 36 (201) | 「Cの超越者！ギアゴッドver.Ø99！！」 - C no chōetsu-sha! Giagoddo ver. Ø 99!!                                        | 1º dicembre 2017  |         |
| 37 (202) | 「ギアゴッドの逆天殺！追いつめられた牙！！」 - Giagoddo no gyaku tensatsu! Oitsume rareta kiba!!                     | 8 dicembre 2017   |         |
| 38 (203) | 「掴め！逆天を超える力！！」 - Tsukame! Gekiten o koeru chikara!!                                                    | 15 dicembre 2017  |         |
| 39 (204) | 「友情の雷帝軍 ギアゴッド反乱！？」 - Yūjō no kaminari tei-gun Giagoddo hanran!?                                     | 22 dicembre 2017  |         |
| 40 (205) | 「新たなバディ！機械じかけの太陽番長！！」 - Aratana Badi! Kikaiji kake no taiyō banchō!!                            | 5 gennaio 2018    |         |
| 41 (206) | 「牙王VSカオス牙王！機神フォーメーション完成！！」 - Gaō VS Kaosu Gaō! Hatagami fōmēshon kansei!!                    | 12 gennaio 2018   |         |
| 42 (207) | 「バディ解散！さらばバッツ！！」 - Badi kaisan! Saraba Battsu!!                                                      | 19 gennaio 2018   |         |
| 43 (208) | 「轟天覇王竜！バールバッツ・ドラグロイヤー！！」 - Gōten Haō Ryū! Bārubattsu Doraguroiyā!!                           | 26 gennaio 2018   |         |
| 44 (209) | 「見よ！これがバッツの大逆天だ！！」 - Miyo! Kore ga Battsu no dai gyaku tenda!!                                     | 2 febbraio 2018   |         |
| 45 (210) | 「都市伝説ロボ？ハナコWC降臨！！」 - Toshi densetsu robo? Hanako WC kōrin!!                                          | 9 febbraio 2018   |         |
| 46 (211) | 「輝け！逆天星竜ジャックナイフ！！」 - Kagayake! Gyaku Takashi sei Ryū Jakkunaifu!!                                  | 16 febbraio 2018  |         |
| 47 (212) | 「神を超える力！究極に至るカオス！！」 - Kami o koeru chikara! Kyūkyoku ni itaru Kaosu!!                             | 23 febbraio 2018  |         |
| 48 (213) | 「牙王VSケイセツ！帰ってきたカオススリー！！」 - Gaō VS Keisetsu! Kaettekita Kaosu Surī!!                            | 2 marzo 2018      |         |
| 49 (214) | 「ウィズダムの野望！恐怖のアップグレード宣言！！」 - Wizudamu no yabō! Kyōfu no appugurēdo sengen!!                  | 9 marzo 2018      |         |
| 50 (215) | 「最終計画始動！カオス化する世界！！」 - Saishū keikaku shidō! Kaosu-ka suru sekai!!                                 | 16 marzo 2018     |         |
| 51 (216) | 「最終決戦！未門牙王VSウィズダム！！」 - Saishū kessen! Mikado Gaō VS Wizudamu!!                                     | 23 marzo 2018     |         |
| 52 (217) | 「勝て牙王！最後のバディファイト！！」 - Kate Gaō! Saigo no Badifaito!!                                              | 30 marzo 2018     |         |